# 磯沼ミルクファーム
磯沼ミルクファーム（いそぬまミルクファーム）は、東京都八王子市小比企町にある牧場である。

## 所在地
- 〒193-0934 東京都八王子市小比企町1625番地

## 概要
特徴は、多種類のエコフィードを利用し、飼育されている牛も多品種である。 このような中で産出量に季節性があり、飼料成分や栄養価が変動し易いエコフィードの飼料特性をうまく活かし、牛の品種特性にも適応した飼養管理を行っている。